# Norges fodboldforbund
Norges Fotballforbund (NFF) er Norges nationale fodboldforbund og dermed det øverste ledelsesorgan for fodbold i landet. Det administrerer de norske fodbolddivisioner og landsholdet.
Forbundet blev grundlagt i 1902, og det blev medlem af FIFA og UEFA i henholdsvis 1908 og 1954.

## Ekstern henvisning
- fotball.no

| Fodbold | Spire Denne artikel om en fodboldorganisation er en spire som bør udbygges. Du er velkommen til at hjælpe Wikipedia ved at udvide den. |